# Catholicossat d'Irenoupolis
Le Catholicossat d'Irenoupolis fut une juridiction de l'Église orthodoxe d'Antioche, dite également melkite, en Mésopotamie et en Perse.

## Histoire
Institué au VIIe siècle, il aurait disparu vers le XVe siècle.

## Organisation
Le siège du catholicossat était établi à Bagdad.
Après le XIIe siècle, le catholicossat envoya des évêques pour les Chrétiens de saint Thomas en Inde.